# Rosada xilena
La rosada xilena (Genypterus blacodes) és un peix comestible molt habitual als mercats que es pesca a l'hemisferi sud, Austràlia, Xile, Brasil, Sud-àfrica i Nova Zelanda. És un peix en part abissal que es troba fins a 1.000 m de fondària. Fa de 80 a 200 cm de llarg i pot viure unes 30 anys.
Acostuma a arribar als mercats en rodanxes congelades.
La seva carn és consistent sense gairebé gust propi sinó que agafa els dels condiments que se li afegeixin.